# Pomnik konny Domicjana
Pomnik konny Domicjana (łac. Equus Domitiani) – wykonany z brązu kolosalnych rozmiarów pomnik konny wzniesiony w 91 roku na Forum Romanum dla uczczenia zwycięstw cesarza Domicjana podczas kampanii w Germanii.
Wygląd posągu znany jest dzięki wizerunkom umieszczonym na emitowanych przez Domicjana monetach. Mierzył przypuszczalnie ponad 8 metrów wysokości (wliczając cokół około 13 m). Cesarz został przedstawiony w stroju wojskowym i paludamentum, z mieczem u pasa. Prawą rękę miał uniesioną, w lewej natomiast trzymał posążek bogini Minerwy. Dosiadany przez cesarza rumak unosił przednie prawe kopyto, pod którym znajdowała się głowa symbolizująca rzekę Ren. Wzniesienie posągu upamiętnił w swoich Sylwach (1,1) poeta Stacjusz.
Posąg został zburzony po śmierci Domicjana w 96 roku, kiedy to senat skazał znienawidzonego władcę na damnatio memoriae. Jego betonowy fundament o wymiarach 18,8×5,9 m odkopano podczas przeprowadzonych w 1903 roku prac archeologicznych. W fundamencie osadzone są trzy bloki wykonane z trawertynu, do których przymocowane były nogi konia.